# Meteorologia (Aristóteles)

Meteorologica

Meteorologia (em latim: Meteorologica ou Meteora) é um tratado de Aristóteles que contem suas teorias sobre o planeta Terra. Inclui observações antigas sobre a água, evaporação, fenômenos climáticos, terremotos, entre outros.